# ISO 3166-2:GQ
ISO 3166-2:GQ — стандарт Международной организации по стандартизации, который определяет геокоды. Является подмножеством стандарта ISO 3166-2, относящимся к Экваториальной Гвинее. Стандарт охватывает 2 региона и 7 провинций Экваториальной Гвинеи. Каждый геокод состоит из двух частей: кода Alpha2 по стандарту ISO 3166-1 для Экваториальной Гвинеи — GQ и дополнительного кода, записанных через дефис. Дополнительные: однобуквенный код региона образован аббревиаурой названия региона, двухбуквенный код провинции образован созвучно: названию, аббревиатуре названия провинции. Геокоды регионов и провинций Экваториальной Гвинеи являются подмножеством кодов домена верхнего уровня — GQ, присвоенного Экваториальной Гвинее в соответствии со стандартами ISO 3166-1.

## Геокоды Экваториальной Гвинеи первого уровня
Геокоды 2 регионов административно-территориального деления Экваториальной Гвинеи.
| Геокод | Административная единица | Статус |
| ------ | ------------------------ | ------ |
| GQ-C   | Континентальный          | регион |
| GQ-I   | Островной                | регион |

## Геокоды Экваториальной Гвинеи второго уровня
Геокоды 7 провинций административно-территориального деления Экваториальной Гвинеи.
| Геокод | Административная единица | Статус    | В составе |
| ------ | ------------------------ | --------- | --------- |
| GQ-AN  | Аннобон                  | провинция | GQ-I      |
| GQ-BN  | Северный Биоко           | провинция | GQ-I      |
| GQ-BS  | Южный Биоко              | провинция | GQ-I      |
| GQ-CS  | Центро-Сур               | провинция | GQ-C      |
| GQ-KN  | Ке-Нтем                  | провинция | GQ-C      |
| GQ-LI  | Литорал                  | провинция | GQ-C      |
| GQ-WN  | Веле-Нзас                | провинция | GQ-C      |

## Геокоды пограничных Экваториальной Гвинее государств
- Камерун — ISO 3166-2:CM (на севере),
- Габон — ISO 3166-2:GA (на юге и востоке).